# Saison 4 de Supernatural
Chronologie
Saison 3 Saison 5
Cet article présente les vingt-deux épisodes de la quatrième saison de la série télévisée américaine Supernatural.

## Synopsis
Quatre mois après la mort de Dean, qui est parti en Enfer après avoir passé un pacte avec un démon des croisements, celui-ci se réveille au fond de son cercueil. Personne ne sait comment il est revenu de l'Enfer, mais Sam semble avoir changé pendant son absence. Les deux frères doivent faire face à la terrible Lilith, qui tente à tout prix de réveiller Lucifer et déclencher l'Apocalypse. Les anges ne tardent pas à faire leur apparition pour participer à ce combat entre le bien et le mal.

## Distribution

### Acteurs principaux
- Jared Padalecki (VF : Damien Boisseau) : Sam Winchester
- Jensen Ackles (VF : Fabrice Josso) : Dean Winchester
- Jim Beaver (VF : Jacques Bouanich) : Bobby Singer
- Genevieve Cortese (VF : Marie-Eugénie Maréchal) : Ruby

### Acteurs récurrents et invités
- Misha Collins (VF : Guillaume Orsat) : Castiel  (épisodes 1 à 3, 7, 9, 10, 15, 16, 18, 20 à 22)
- Julie McNiven (VF : Nadine Girard) : Anna Milton
- Robert Wisdom (VF : Jean-Louis Faure) : Uriel
- Traci Dinwiddie (VF : Nathalie Karsenti) : Pamela Barnes (épisodes 1, 10 et 15)
- Chris Gauthier (VF : Bruno Magne) : Ronald Reznick (épisode 2)
- Charles Malik Whitfield (en) (VF : Jean-François Aupied) : agent Victor Henriksen (épisode 2)
- Nicki Aycox (VF : Sylvie Jacob) : Meg Masters (épisode 2)
- Amy Gumenick (VF : Nathalie Bienaimé) : jeune Mary Winchester (épisode 3)
- Matt Cohen (VF : Pascal Grull) : jeune John Winchester (épisode 3)
- Mitch Pileggi (VF : Jacques Albaret) : Samuel Campbell (épisode 3)
- Ron Lea : Travis (épisode 4)
- Todd Stashwick (VF : Mathieu Buscatto) : Dracula (épisode 5)
- Sierra McCormick (VF : Fily Keita) : Lilith (épisode 6)
- Stephan Duvall : John Garland (épisode 6)
- David Mattey : Luther Garland (épisode 6)
- Ashley Benson (VF : Fily Keita) : Tracy Davis (épisode 7)
- Ted Raimi (VF : Emmanuel Karsen) : Wesley Mondale (épisode 8)
- Mark Rolston (VF : Michel Bedetti) : Alastair (épisodes 9 et 10)
- Helen Slater : Susan Carter (épisode 11)
- David Newsom (en) : Brian Carter (épisode 11)
- Bradley Stryker : Ted (épisode 11)
- Alexa Nikolas : Kate Carter (épisode 11)
- Dylan Minnette : Danny Carter (épisode 11)
- Richard Libertini : Vernon Haskell (épisode 12)
- Barry Bostwick : Jay (épisode 12)
- John Rubinstein : Charlie (épisode 12)
- Marie Avgeropoulos : Taylor (épisode 13)
- Candice Accola (VF : Sylvie Jacob) : Amanda Heckerling (épisode 13)
- Chad Willett (en) : M. Wyatt (épisode 13)
- Casey Dubois : Dirk (épisode 13)
- Lindsey McKeon (VF : Julie Dumas) : Tessa (épisode 15)
- Christopher Heyerdahl (VF : Serge Faliu) : Alastair (épisodes 15, 16 et 21)
- Travis Wester (VF : Geoffrey Vigier) : Harry Spangler (épisode 17)
- A.J. Buckley (VF : Hervé Grull) : Ed Zeddmore (épisode 17)
- Kurt Fuller (VF : Patrice Dozier) : Zacharie (épisodes 17, 18 et 22)
- Rob Benedict (VF : Fabien Jacquelin) : Chuck Shurley (épisodes 18 et 22)
- Katherine Boecher (VF : Fily Keita) : Lilith (épisodes 18 et 22)
- Jake Abel (VF : Donald Reignoux) : Adam Milligan (épisode 19)
- Sydney Imbeau (VF : Geneviève Doang) : Claire Novak (épisode 20)
- Samantha Smith (VF : Marie-Martine Bisson) : Mary Winchester (épisode 21)
- Juliana Wimbles (VF : Patricia Rossano) : Cindy McKellan (épisodes 21 et 22)
- Rob LaBelle : Azazel/Père Lehne (épisode 22)

### Créatures de la saison
- Anges
- Démons
- Fantômes
- Rougarou
- Polymorphes
- Sorcière
- Sirène
- Goule

## Liste des épisodes

### Épisode 1:La Main de Dieu
- États-Unis /  Canada : 18 septembre 2008 sur The CW / Sun TV
- Québec : 24 août 2009 sur Ztélé
- France : 
  - 7 septembre 2009 sur TF6
  - 7 mai 2011 sur M6[1]
- Suisse : 10 janvier 2011 sur TSR1
- Belgique : date inconnue sur Plug RTL

- Jim Beaver (Bobby Singer)
- Genevieve Cortese (Ruby)
- Misha Collins (Castiel)
- Traci Dinwiddie (Pamela Barnes)
- Jennifer Halley (le démon)

Dean se réveille dans un cercueil de pin, quatre mois après avoir été attaqué par les chiens de l'enfer. Il retrouve Bobby et Sam et tous les trois, avec l'aide de la médium Pamela Barnes, cherchent à connaître la créature qui a ramené Dean de l'Enfer. Alors que Pamela doit payer le prix fort pour avoir posé ses yeux sur cette mystérieuse créature, Dean décide de l'invoquer lui-même.
- Lieu : Pontiac, Illinois
- Aux États-Unis, cet épisode a réalisé la meilleure audience de la série depuis la fin de la saison 1. Cet épisode marque également la première apparition de Castiel, un personnage qui va devenir récurrent puis principal jusqu'à la fin de la série.

### Épisode 2:Anges et Démons
- États-Unis : 25 septembre 2008 sur The CW
- Québec : 31 août 2009 sur Ztélé
- France : 
  - 7 septembre 2009 sur TF6
  - 14 mai 2011 sur M6
- Suisse : 17 janvier 2011 sur TSR1

- Charles Malik Whitfield (Agent Victor Hendricksen)
- Jim Beaver (Bobby Singer)
- Nicki Aycox (Meg Masters)
- Chris Gauthier (Ronald Resnick)
- Misha Collins (Castiel)
- Genevieve Cortese (Ruby)
- Audra Ricketts (Olivia Lowry)

Bobby n'a plus de nouvelles de certains amis chasseurs et il part avec Sam et Dean leur rendre visite tour à tour, pour ne trouver que des cadavres. Très vite, ils sont eux aussi poursuivis par les esprits de personnes qu'ils n'ont pas réussi à sauver. Ces esprits portent un tatouage sur leur main, que Bobby identifie comme une marque d'un sortilège ayant ramené ces fantômes de force sur Terre.
- Lieu  :
- Le titre original est une référence au livre Are You There God? It's Me, Margaret. (en français Dieu, tu es là ? C'est moi, Margaret) de Judy Blume, célèbre autrice pour adolescents.

### Épisode 3:Au commencement
- États-Unis : 2 octobre 2008 sur The CW
- Québec : 7 septembre 2009 sur Ztélé
- France : 
  - 7 septembre 2009 sur TF6
  - 21 mai 2011 sur M6
- Suisse : 24 janvier 2011 sur TSR1

- Matt Cohen (John Winchester jeune)
- Amy Gumenick (Mary Winchester jeune)
- Mitch Pileggi (Samuel Campbell)
- Misha Collins (Castiel)
- Genevieve Cortese (Ruby)
- Allison Hossack (Deanna Campbell)

Castiel projette Dean dans les années 1970, dans sa ville natale de Lawrence au Kansas. Il y fait la rencontre d'un jeune John Winchester et d'une jeune Mary, qui viennent juste de tomber amoureux. Dean est plus que surpris de découvrir que sa mère et ses grands-parents, Samuel et Deanna, étaient des chasseurs. Mais la réunion de famille prend une tout autre dimension avec l'arrivée d'Azazel.
- Lieu : Lawrence, Kansas

### Épisode 4:Métamorphose
- États-Unis : 9 octobre 2008 sur The CW
- Québec : 14 septembre 2009 sur Ztélé
- France : 
  - 14 septembre 2009 sur TF6
  - 28 mai 2011 sur M6
- Suisse : 31 janvier 2011 sur TSR1

- Genevieve Cortese (Ruby)
- Joanne Kelly (Michelle Montgomery)
- Dameon Clarke (Jack Montgomery)
- Ron Lea (Travis)

- Lieu : Carthage, Missouri

### Épisode 5:Film d'épouvante
- États-Unis : 16 octobre 2008 sur The CW
- France : 
  - 14 septembre 2009 sur TF6
  - 4 juin 2011 sur M6
- Québec : 21 septembre 2009 sur Ztélé
- Suisse : 7 février 2011 sur TSR1

- Garry Chalk (Shérif Deitrich)
- Todd Scott (le garde)
- John Stewart (le livreur de pizza)
- Todd Stashwick (Dracula)
- Melinda Sward (Jamie)
- Holly Elissa (Lucy)
- Michael Eklund (Ed Brewer)
- Carmen Lavigne (Anne Marie)
- Geoff Redknap (Acteur)
- Jason Poulsen (Rick Deacon)
- Giacomo Baessato (Acteur)

- Lieu : Pennsylvanie
- L'épisode est entièrement tourné en noir et blanc.
- Le nom d'agent de Sam est Angus et celui de Dean est Young, référence au guitariste d'AC/DC, Angus Young.

### Épisode 6:Le Mal des fantômes
- États-Unis : 23 octobre 2008 sur The CW
- France : 
  - 21 septembre 2009 sur TF6
  - 11 juin 2011 sur M6
- Québec : 28 septembre 2009 sur Ztélé
- Suisse : 14 février 2011 sur TSR1

- Jack Conley (Shérif Britton)
- Jerry Wasserman (le médecin légiste)
- Darcy Cadman (Adjoint Linus)
- Michael Roberds (Mark Hutchens)
- Jim Beaver (Bobby Singer)
- Sierra McCormick (Lilith)
- Stephan Duvall (John Garland)
- David Mattey (Luther Garland)
- Darren Daurie (Acteur)

- Lieu : Rock Ridge, Colorado
- À la fin de l'épisode se trouve une scène bonus, on retrouve Jensen Ackles en pleine démonstration, d'air guitar, dans l'Impala, sur la chanson Eye of the Tiger du groupe Survivor, en référence à une scène de l'épisode.

### Épisode 7:La Légende d'Halloween
- États-Unis : 30 octobre 2008 sur The CW
- France : 
  - 21 septembre 2009 sur TF6
  - 23 juillet 2011 sur M6[1]
- Québec : 5 octobre 2009 sur Ztélé
- Suisse : 21 février 2011 sur TSR1

- Kirsten Robek (Mme Wallace)
- Robert Wisdom (Uriel)
- Misha Collins (Castiel)
- Don McManus (Don Harding)
- Ashley Benson (Tracy Davis)
- David Ingram (Luke Wallace)
- Jean-Luc Bilodeau (Justin)
- Luisa D'Oliveira (Jenny)

- Lieu :

### Épisode 8:Le Puits aux souhaits
- États-Unis : 6 novembre 2008 sur The CW
- France : 
  - 28 septembre 2009 sur TF6
  - 13 août 2011 sur M6[1]
- Québec : 12 octobre 2009 sur Ztélé
- Suisse : 28 février 2011 sur TSR1[2]

- Chad Krowchuk (le serveur)
- Michael Teigen (l'officier de police)
- Sean Devine (le chasseur)
- Calum Worthy (l'adolescent invisible)
- Anita Brown (Hope Lynn Casey)
- Ted Raimi (Wesley Mondale)
- Barbara Kottmeier (Candace Armstrong)
- Ryan Grantham (Todd)
- Nicole Leduc (Audrey Elmer)

- Lieu : Concrete, Washington

### Épisode 9:Souvenirs de l'au-delà
- États-Unis : 13 novembre 2008 sur The CW
- France : 
  - 28 septembre 2009 sur TF6
  - 30 juillet 2011 sur M6[1]
- Québec : 19 octobre 2009 sur Ztélé
- Suisse : 7 mars 2011 sur TSR1[3]

- Gwynyth Walsh (la psychiatre)
- Drew Nelson (le démon des croisements)
- Anna Williams (Ruby #2)
- Michelle Hewitt-Williams (la femme de chambre)
- Samantha Page (la petite fille)
- Shawn Hall (le joueur de billard)
- Robert Wisdom (Uriel)
- Genevieve Cortese (Ruby)
- Misha Collins (Castiel)
- Julie McNiven (Anna Milton)
- Mark Rolston (Alastair)

- Lieu :
- Le titre de l'épisode fait référence au film Souviens-toi... l'été dernier (Le Pacte du silence au Québec).

### Épisode 10:Disgrâce
- États-Unis : 20 novembre 2008 sur The CW
- France : 
  - 5 octobre 2009 sur TF6
  - 30 juillet 2011 sur M6[1]
- Québec : 26 octobre 2009 sur Ztélé
- Suisse : 14 mars 2011 sur TSR1[4]

- Robert Wisdom (Uriel)
- Genevieve Cortese (Ruby)
- Misha Collins (Castiel)
- Julie McNiven (Anna Milton)
- Mark Rolston (Alastair)
- Traci Dinwiddie (Pamela Barnes)

- Lieu :
- Le titre de l'épisode fait référence à une chanson du groupe Black Sabbath.

### Épisode 11:Entre les murs
- États-Unis : 15 janvier 2009 sur The CW
- France : 
  - 5 octobre 2009 sur TF6
  - 6 août 2011 sur M6[1]
- Québec : 2 novembre 2009 sur Ztélé
- Suisse : 21 mars 2011 sur TSR1[5]
- Belgique : 30 juillet 2012 sur Plug RTL

- Mandy Playdon (la fille)
- Mark Wynn (le garçon)
- Karin Konoval (Mme Curry)
- Helen Slater (Susan Carter)
- David Newsom (Brian Carter)
- Bradley Stryker (Ted)
- Alexa Nikolas (Kate Carter)
- Dylan Minnette (Danny Carter)
- Gerry Rousseau (Bill Gibson)

- Lieu : Stratton, Nebraska

### Épisode 12:Comme par magie
- États-Unis : 22 janvier 2009 sur The CW
- France : 
  - 12 octobre 2009 sur TF6
  - 6 août 2011 sur M6[1]
- Québec : 9 novembre 2009 sur Ztélé
- Suisse : 28 mars 2011 sur TSR1[6]
- Belgique : date inconnue sur Plug RTL

- Michael Weston (Charlie jeune)
- Ecstasia Sanders (la serveuse)
- Chris Burns (Chef)
- Jordan Becker (le portier)
- Amber Lewis (l'assistante de Vance)
- Barry Bostwick (Jay)
- Luke Camilleri (Jeb Dexter)
- Genevieve Cortese (Ruby)
- Richard Libertini (Vernon Haskell)
- John Rubinstein (Charlie)
- Alex Zahara (Patrick Vance)

- Lieu : Iowa, État de la région du Midwest.
- On peut entendre un passage de la bande originale du film Psychose dans la bande annonce de l'épisode.
- Le personnage qui joue le rôle de Jay est Barry Bostwick célèbre pour avoir incarné Brad Major dans le Rocky Horror Picture Show.

### Épisode 13:L'Esprit vengeur
- États-Unis : 29 janvier 2009 sur The CW
- France : 
  - 12 octobre 2009 sur TF6
  - 13 août 2011 sur M6[1]
- Québec : 16 novembre 2009 sur Ztélé
- Suisse : 4 avril 2011 sur TSR1[7]

- Colin Ford (Sam jeune)
- Brock Kelly (Dean jeune)
- Chad Willett (M. Wyatt)
- Candice Accola (Amanda Heckerling)
- Tim Henry (Dirk MacGregor Sr.)
- Cainan Wiebe (Barry Cook)
- Maggie Ma (Jennifer Tanaka)
- Doug Abrahams (Eddie)
- Marie Avgeropoulos (Taylor)
- Casey Dubois (Dirk)

- Lieu : Fairfax, Indiana
- L'acteur Chad Willett (en) interprétant M. Wyatt reviendra dans la saison 8, épisodes 15 et 23 ainsi que la saison 9, épisode 1.

### Épisode 14:Le Venin de la sirène
- États-Unis : 5 février 2009 sur The CW
- France : 
  - 19 octobre 2009 sur TF6
  - 20 août 2011 sur M6[1]
- Québec : 23 novembre 2009 sur Ztélé
- Suisse : 11 avril 2011 sur TSR1[8]

- Fulvio Cecere (le propriétaire du club)
- Jim Beaver (Bobby Singer)
- Genevieve Cortese (Ruby)
- Maite Schwartz (Cara Roberts)
- Moneca Delain (Belle)
- Jim Parrack (Nick Monroe)
- Mark Hildreth (Lenny Bristol)
- Tosha Doiron (Vicki Benson)
- Lawrence Haegart (Adam Benson)
- Brandi Alexander (Strip-teaseuse)

- Lieu : Bedford, Iowa
- Les faux noms de la streap teaseuse font tous références à une princesse Disney : Jasmine, Aurora, Ariel, Belle, etc.

### Épisode 15:De l'autre côté
- États-Unis : 12 mars 2009 sur The CW
- France : 
  - 19 octobre 2009 sur TF6
  - 20 août 2011 sur M6[1]
- Québec : 30 novembre 2009 sur Ztélé
- Suisse : 18 avril 2011 sur TSR1[9]

- Andrew Wheeler (Voleur)
- Via Leacock (l'ami de Jim)
- Misha Collins (Castiel)
- Traci Dinwiddie (Pamela Barnes)
- Christopher Heyerdahl (Alastair)
- Lindsey McKeon (Tessa)
- Alexander Gould (Cole Griffiths)
- Kristian Haas (1er démon subordonné)
- Philip Mitchell (l’assassin)
- Mike Dopud (Jim Jenkins)
- Maya Massar (Mara Griffits)

- Pamela Barnes meurt dans cet épisode.
- Cet épisode est un hommage à Kim Manners, un des réalisateurs de la série.
- Lieu : Greybull, Wyoming

### Épisode 16:Le Premier Sceau
- États-Unis : 19 mars 2009 sur The CW
- France : 
  - 26 octobre 2009 sur TF6
  - 27 août 2011 sur M6[1]
- Québec : 7 décembre 2009 sur Ztélé
- Suisse : 25 avril 2011 sur TSR1[10]

- Misha Collins (Castiel)
- Genevieve Cortese (Ruby)
- Robert Wisdom (Uriel)
- Julie McNiven (Anna Milton)
- Christopher Heyerdahl (Alastair)

-Alastair et Uriel meurent dans cet épisode.

### Épisode 17:Nés pour chasser
- États-Unis : 26 mars 2009 sur The CW
- France : 
  - 26 octobre 2009 sur TF6
  - 27 août 2011 sur M6[1]
- Québec : 14 décembre 2009 sur Ztélé
- Suisse : 2 mai 2011 sur TSR1[11]

- Kurt Fuller (Zacharie)
- Jack Plotnick (Ian)
- A.J. Buckley (Ed Zeddemore)
- Travis Wester (Harry Spengler)
- Richard Side (Paul Dunbar)

- Lieu :
- Les noms de famille de Sam et Dean font référence aux armes à feu Smith & Wesson.

### Épisode 18:Le Prophète
- États-Unis : 2 avril 2009 sur The CW
- France : 
  - 2 novembre 2009 sur TF6
  - 3 septembre 2011 sur M6[1]
- Québec : 21 décembre 2009 sur Ztélé
- Suisse : 9 mai 2011 sur TSR1[12]

- Keegan Connor Tracy (L'éditrice)
- Misha Collins (Castiel)
- Kurt Fuller (Zacharie)
- Katherine Boecher (Lilith)
- Rob Benedict (Chuck Shirley)

- Lieu :
- Le pseudonyme « Carver Edlund » utilisé par Chuck pour publier ses livres est un mélange des noms de deux des auteurs de la série : Ben Edlund et Jeremy Carver.
- Le titre de l'épisode fait référence à un livre de 1, rue Sésame (Sesame Street).

### Épisode 19:Trois Frères
- États-Unis : 23 avril 2009 sur The CW
- France : 
  - 2 novembre 2009 sur TF6
  - 3 septembre 2011 sur M6[1]
- Québec : 28 décembre 2009 sur Ztélé
- Suisse : 16 mai 2011 sur TSR1[13]

- Dedee Pfeiffer (Kate Milligan)
- Heather Feeney (Lisa Barton)
- Jake Abel (Adam Milligan)

- Lieu : Windom, Minnesota

### Épisode 20:Le Pénitent
- États-Unis : 30 avril 2009 sur The CW
- France : 
  - 9 novembre 2009 sur TF6
  - 10 septembre 2011 sur M6[1]
- Québec : 4 janvier 2010 sur Ztélé
- Suisse : 23 mai 2011 sur TSR1[14]

- Misha Collins (Castiel / Jimmy Novak)
- Jim Beaver (Bobby Singer)
- Wynn Everett (Amelia)
- Julie McNiven (Anna)
- Aaron Pearl (Jack)
- Linnea Sharples (Lisa)
- Sydney Imbeau (Claire Novak)

- Lieu : Jimmy retourne à Pontiac, Illinois.

### Épisode 21:Le Diable au corps
- États-Unis : 7 mai 2009 sur The CW
- France : 
  - 16 novembre 2009 sur TF6
  - 10 septembre 2011 sur M6[1]
- Québec : 11 janvier 2010 sur Ztélé
- Suisse : 30 mai 2011 sur TSR1[15]

- Colin Ford (Sam jeune)
- Jim Beaver (Bobby Singer)
- Genevieve Cortese (Ruby)
- Misha Collins (Castiel)
- Julie McNiven (Anna Milton)
- Christopher Heyerdahl (Alastair)
- Samantha Smith (Mary Winchester)
- Juliana Wimbles (Cindy McClellan)

- Lieu :

### Épisode 22:Le Réveil de Lucifer
- États-Unis : 14 mai 2009 sur The CW
- France : 
  - 23 novembre 2009 sur TF6
  - 17 septembre 2011 sur M6[1]
- Québec : 18 janvier 2010 sur Ztélé
- Suisse : 6 juin 2011 sur TSR1[16]

- Rob LaBelle (Azazel/Père Lehne)
- Jim Beaver (Bobby Singer)
- Genevieve Cortese (Ruby)
- Misha Collins (Castiel)
- Kurt Fuller (Zacharie)
- Katherine Boecher (Lilith)
- Rob Benedict (Chuck Shirley)
- Juliana Wimbles (Cindy McClellan)

La bataille entre le Paradis et l'Enfer commence. L'Apocalypse peut se produire si le dernier sceau qui retient Lucifer est brisé. Sam et Dean se préparent au combat mais de façons différentes : Sam rejoint Ruby afin de tuer Lilith tandis que Castiel et Zacharie révèlent à Dean leurs plans.
- Lieu :
- Sam tue Lilith et Dean tue Ruby dans cet épisode